# Sonsorol
Sonsorol (o Dongosaro) è un'isola delle Palau, nell'Oceano Pacifico, nello Stato di Sonsorol. L'isola, che costituisce amministrativamente l'omonima municipalità, rappresenta, assieme all'isola di Fanna, le isole Sonsorol.

## Geografia fisica
Lo Stato di Sonsorol è costituito da quattro isole che, insieme alle isole dello Stato di Hatohobei formano le Isole Sudocidentali di Palau. L'isola di Sonsorol è lunga circa 2 km e larga circa 890 m. È circondata da una barriera corallina, che si estende dai 160 a 480 m al largo della costa. Il villaggio di Dongosaro, capitale dello Stato, si trova sulla costa ovest dell'isola. Sonsorol si trova a 1,6 km a sud di Fanna, con la quale forma le cosiddette Sonsorol Islands (Isole Sonsorol). Essa presenta una florida vegetazione, rappresentata principalmente da palme da cocco ed altri alberi. Inoltre sull'isola è anche presente il Pipistrello della Frutta delle Marianne (Pteropus mariannus). Lo Stato ha una superficie totale di 3 km². Gli abitanti parlano la lingua sonsorolese, un dialetto Truchico locale, ed il palauano.
Lo Stato è amministrativamente suddiviso in quattro municipalità, che corrispondono alle quattro isole.
| No. | Municipalità (Isola) | Villaggio | Superficie (km²) | Popolazione stima 2000 | Coordinate      |
| --- | -------------------- | --------- | ---------------- | ---------------------- | --------------- |
| 1   | Fanna                | -         | 0.54             | 0                      | 5°21′N 132°13′E |
| 2   | Sonsorol             | Dongosaro | 1.36             | 24                     | 5°19′N 132°13′E |
| 3   | Pulo Anna            | Puro      | 0.50             | 10                     | 4°39′N 131°58′E |
| 4   | Merir                | Melieli   | 0.90             | 5                      | 4°19′N 132°19′E |
|     | Stato di Sonsorol    | Dongosaro | 3.30             | 39                     |                 |

## Storia
Il primo avvistamento da parte degli europei delle isole Sonsorol, fu quello di Sonsorol e di Fanna, da parte della nave spagnola Trinidad allora comandata da Gonzalo Gómez de Espinosa il 6 maggio 1522. Queste due isole sono state chiamate come isole San Juan poiché erano state avvistate il giorno della sua festa.